# Zeiraphera unfortunana
The Purplestriped Shootworm (Zeiraphera unfortunana) là một loài bướm đêm thuộc họ Tortricidae. Nó được tìm thấy ở Nova Scotia, from Ontario to British Columbia, Yukon, Alaska, Michigan và Minnesota.
Ấu trùng ăn Picea glauca, Picea engelmanni, Picea sitchensis, Abies balsamea, Abies lasiocarpa và Abies amabilis.